# Représentations diplomatiques du Liban

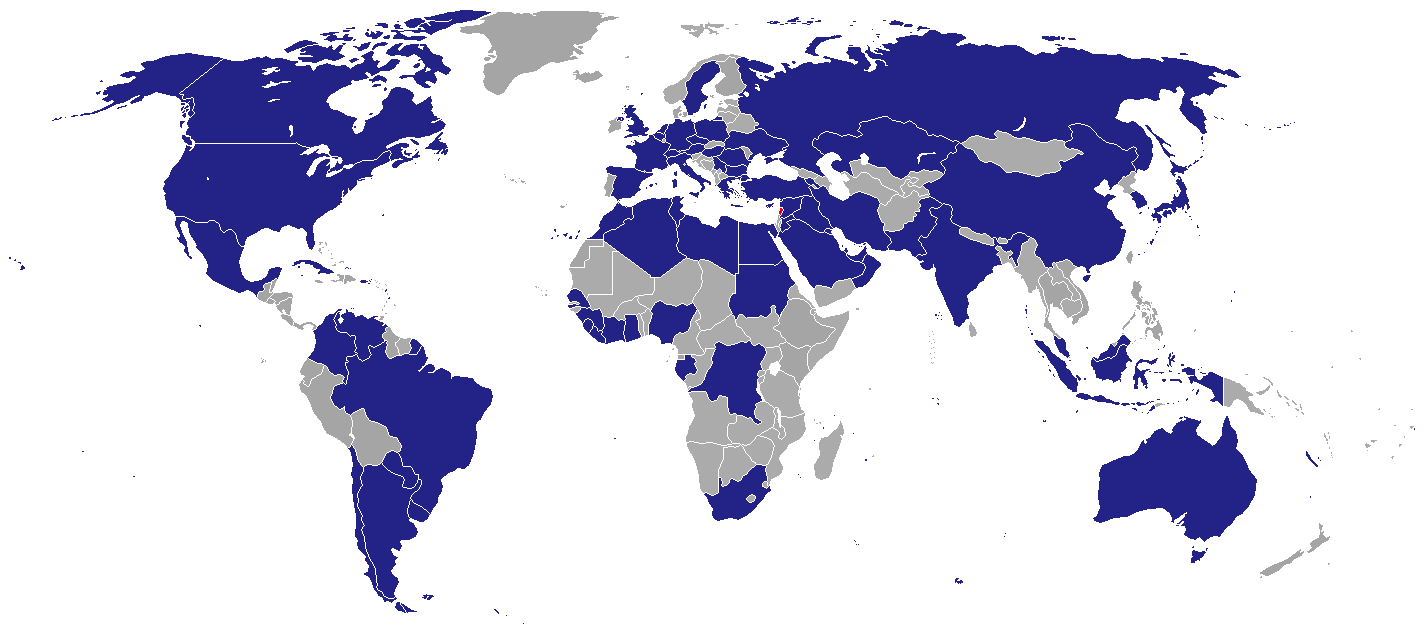
Représentations diplomatiques du Liban.

Voici les représentations diplomatiques du Liban à l'étranger :

## Afrique
- Afrique du Sud
  - Pretoria (ambassade)
- Algérie
  - Alger (ambassade)
- Côte d'Ivoire
  - Abidjan (ambassade)
- République démocratique du Congo
  - Kinshasa (ambassade)
- Égypte
  - Le Caire (ambassade)
  - Alexandrie (consulat général)
- Gabon
  - Libreville (ambassade)
- Ghana
  - Accra (ambassade)
- Guinée
  - Conakry (ambassade)
- Liberia
  - Monrovia (ambassade)
- Libye
  - Tripoli (ambassade)
- Maroc
  - Rabat (ambassade)
- Nigeria
  - Abuja (ambassade)
  - Lagos (consulat général)
- Sénégal
  - Dakar (ambassade)
- Sierra Leone
  - Freetown (ambassade)
- Soudan
  - Khartoum (ambassade)
- Tunisie
  - Tunis (ambassade)

## Amérique
- Argentine
  - Buenos Aires (ambassade)
- Brésil
  - Brasília (ambassade)
  - Rio de Janeiro (consulat général)
  - São Paulo (consulat général)
- Canada
  - Ottawa (ambassade)
  - Montréal (consulat général)
- Chili
  - Santiago du Chili (ambassade)
- Colombie
  - Bogota (ambassade)
- Cuba
  - La Havane (ambassade)
- États-Unis
  - Washington (ambassade)
  - Détroit (consulat général)
  - Los Angeles (consulat général)
  - New York (consulat général)
- Mexique
  - Mexico (ambassade)
- Panama
  - Panamá ville (ambassade)
- Paraguay
  - Asuncion (ambassade)
- Uruguay
  - Montevideo (ambassade)
- Venezuela
  - Caracas (ambassade)

## Asie
- Arabie saoudite
  - Riyad (ambassade)
  - Djeddah (consulat général)
- Arménie
  - Erevan (ambassade)
- Bahreïn
  - Manama (ambassade)
- Chine
  - Pékin (ambassade)
- Corée du Sud
  - Séoul (ambassade)
- Émirats arabes unis
  - Abou Dabi (ambassade)
  - Dubaï (consulat général)
- Inde
  - New Delhi (ambassade)
- Indonésie
  - Jakarta (ambassade)
- Irak
  - Bagdad (ambassade)
- Iran
  - Téhéran (ambassade)
- Japon
  - Tokyo (ambassade)
- Jordanie
  - Amman (ambassade)
- Kazakhstan
  - Astana (ambassade)
- Koweït
  - Koweït ville (ambassade)
- Malaisie
  - Kuala Lumpur (ambassade)
- Oman
  - Mascate (ambassade)
- Pakistan
  - Islamabad (ambassade)
- Qatar
  - Doha (ambassade)
- Syrie
  - Damas (ambassade)
- Turquie
  - Ankara (ambassade)
  - Istanbul (consulat général)

## Europe
- Allemagne
  - Berlin (ambassade)
- Autriche
  - Vienne (ambassade)
- Belgique
  - Bruxelles (ambassade)
- Bulgarie
  - Sofia (ambassade)
- Chypre
  - Nicosie (ambassade)
- Espagne
  - Madrid (ambassade)
- France
  - Paris (ambassade)
  - Marseille (consulat général)
- Grèce
  - Athènes (ambassade)
- Hongrie
  - Budapest (ambassade)
- Italie
  - Rome (ambassade)
  - Milan (consulat général)
- Pays-Bas
  - La Haye (ambassade)
- Pologne
  - Varsovie (ambassade)
- Roumanie
  - Bucarest (ambassade)
- Royaume-Uni
  - Londres (ambassade)
- Russie
  - Moscou (ambassade)
- Serbie
  - Belgrade (ambassade)
- Suède
  - Stockholm (ambassade)
- Suisse
  - Berne (ambassade)
- République tchèque
  - Prague (ambassade)
- Ukraine
  - Kiev (ambassade)
- Vatican
  - Rome (ambassade)

## Océanie
- Australie
  - Canberra (ambassade)
  - Melbourne (consulat général)
  - Sydney (consulat général)

## Organisations internationales
- Bruxelles  (mission permanente auprès de l'Union européenne)
- Le Caire (mission permanente auprès de la Ligue arabe)
- Genève  (mission permanente auprès de l'Organisation des Nations unies)
- Montréal (mission permanente auprès de l'Organisation de l'aviation civile internationale)
- New York (mission permanente auprès de l'Organisation des Nations unies)
- Paris (mission permanente auprès de l'UNESCO)
- Rome (mission permanente auprès de l'Organisation des Nations unies pour l'alimentation et l'agriculture)
- Vienne (mission permanente auprès de l'Organisation des Nations unies)

## Galerie

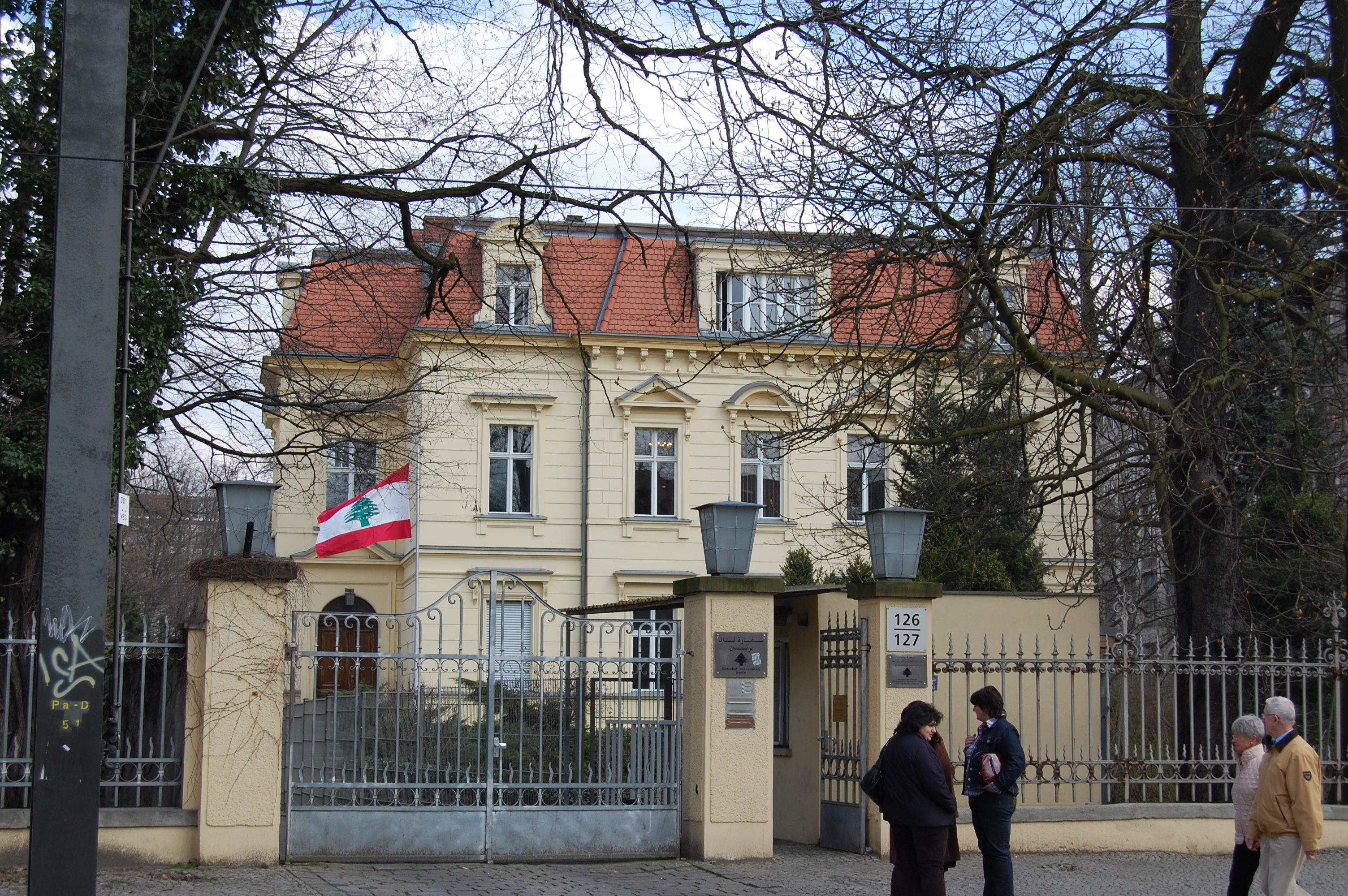
Ambassade à Berlin.
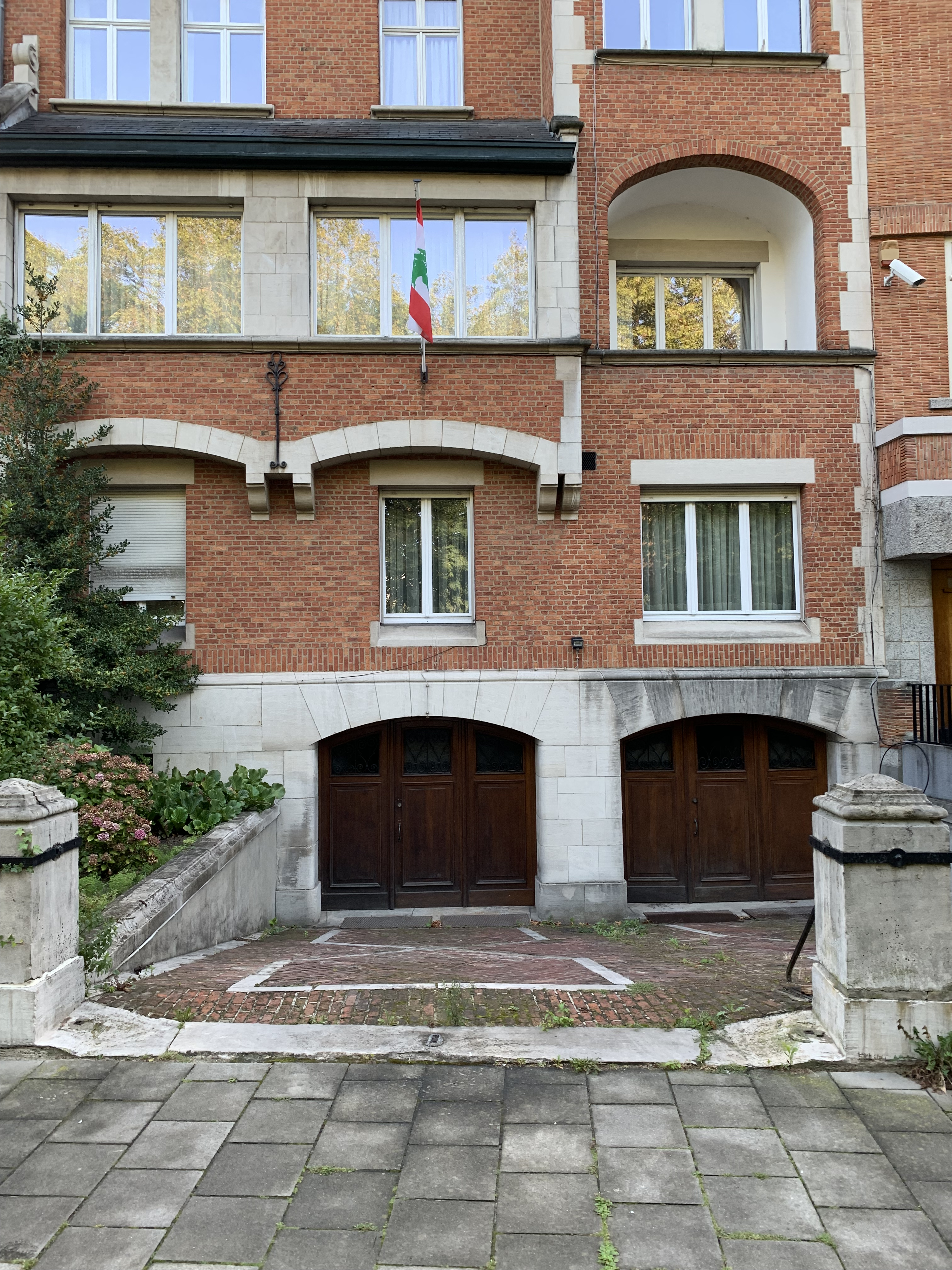
Ambassade à Bruxelles.
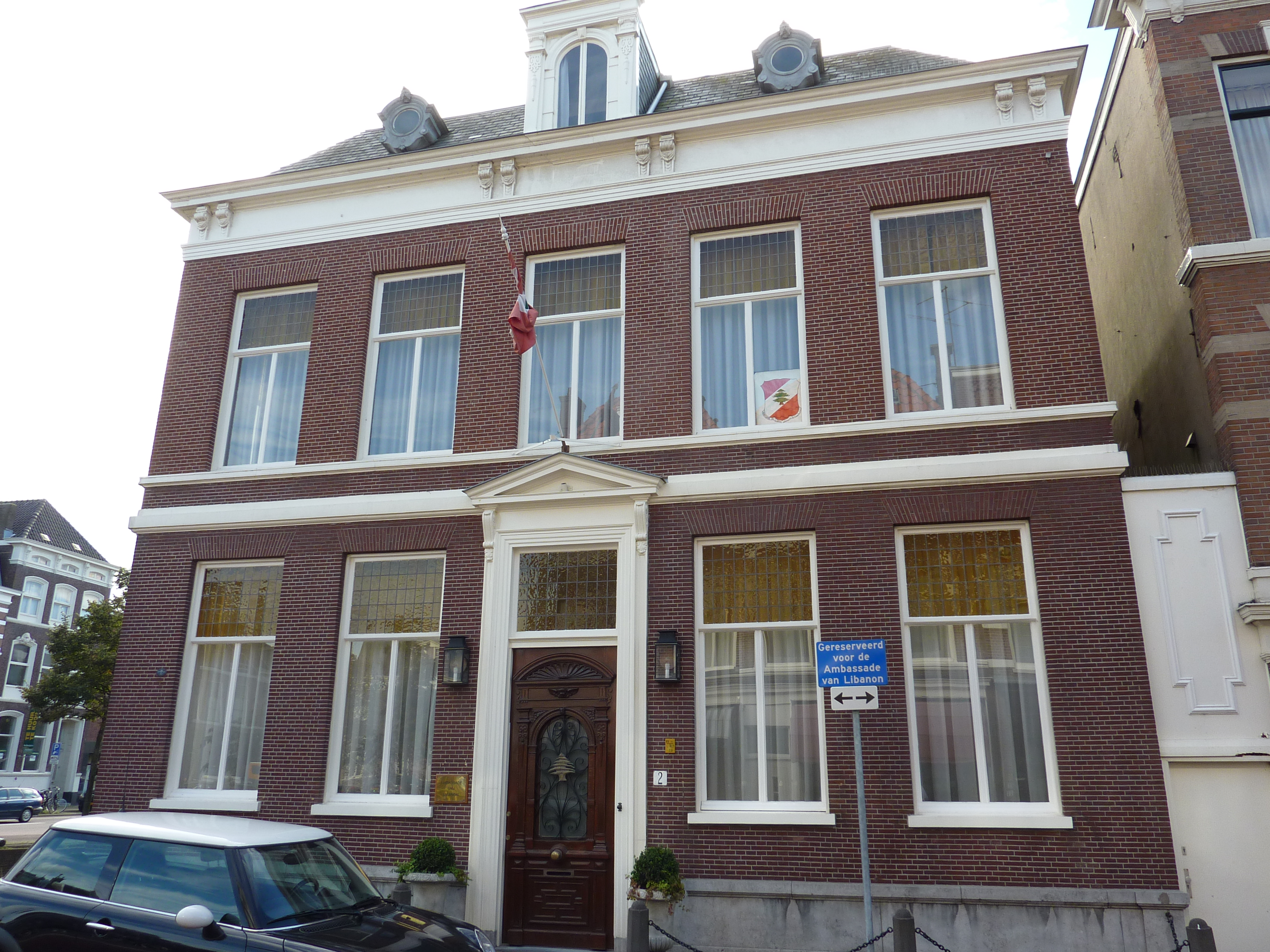
Ambassade à La Haye.
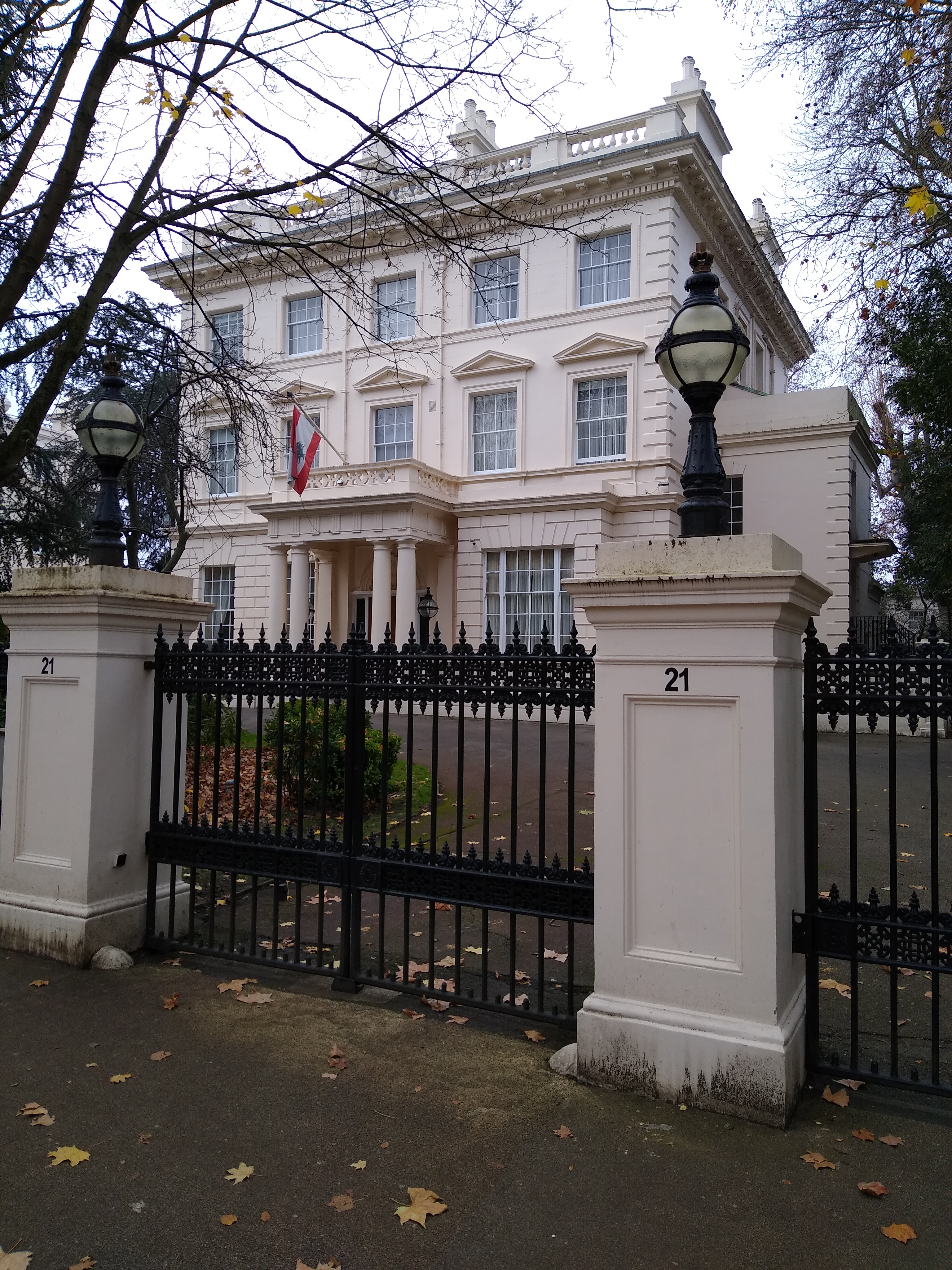
Ambassade à Londres.
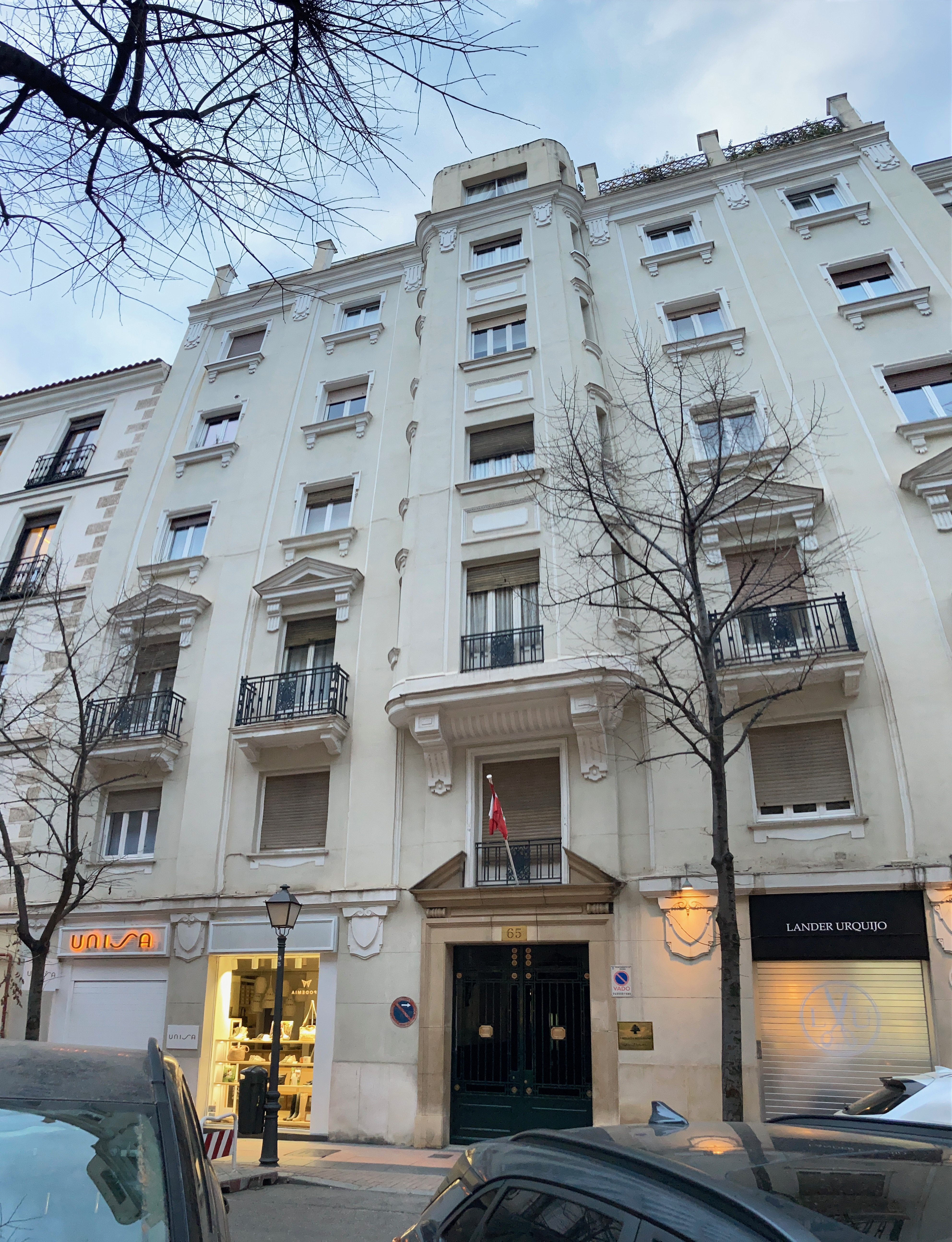
Ambassade à Madrid.
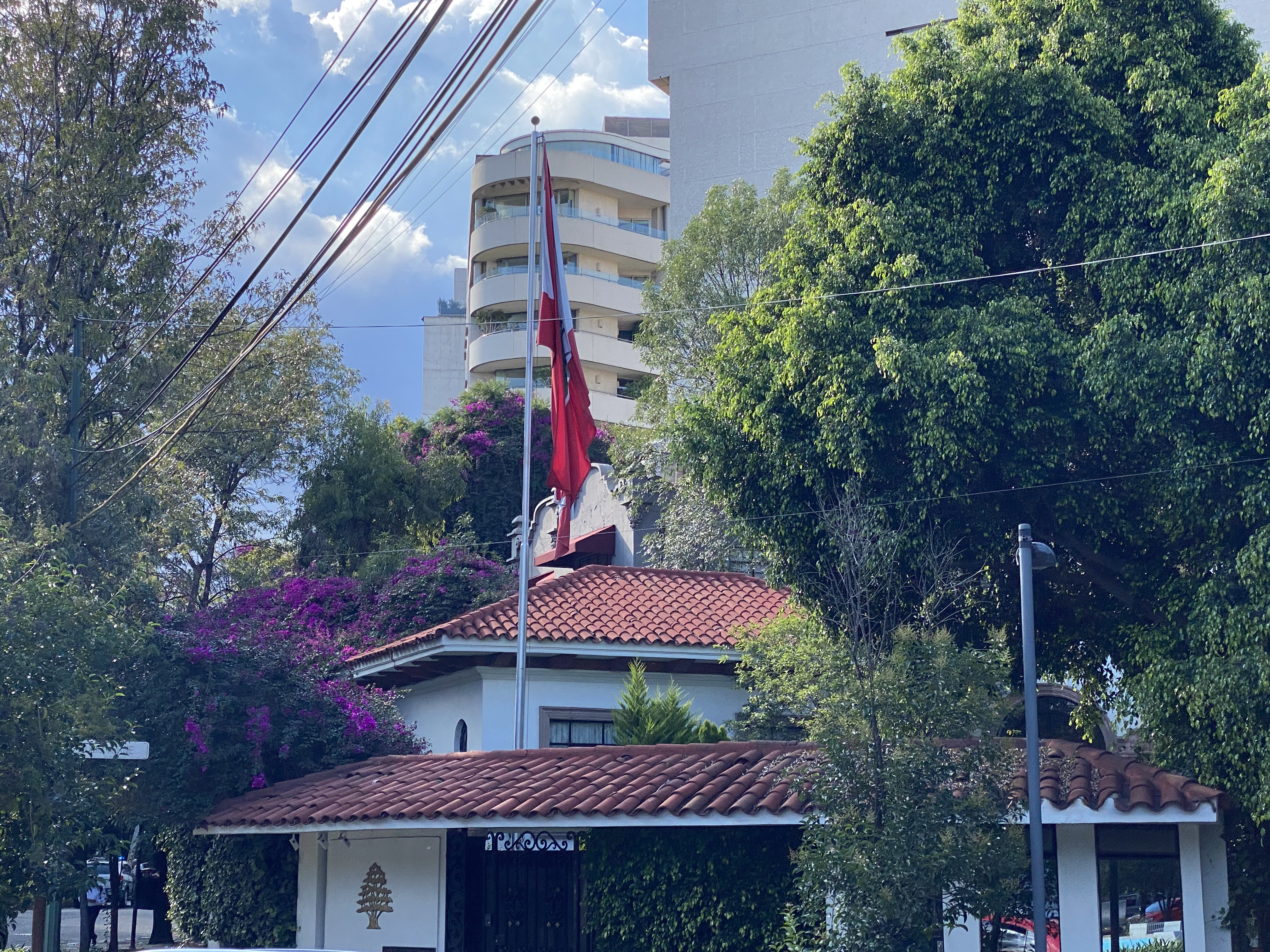
Ambassade à Mexico.
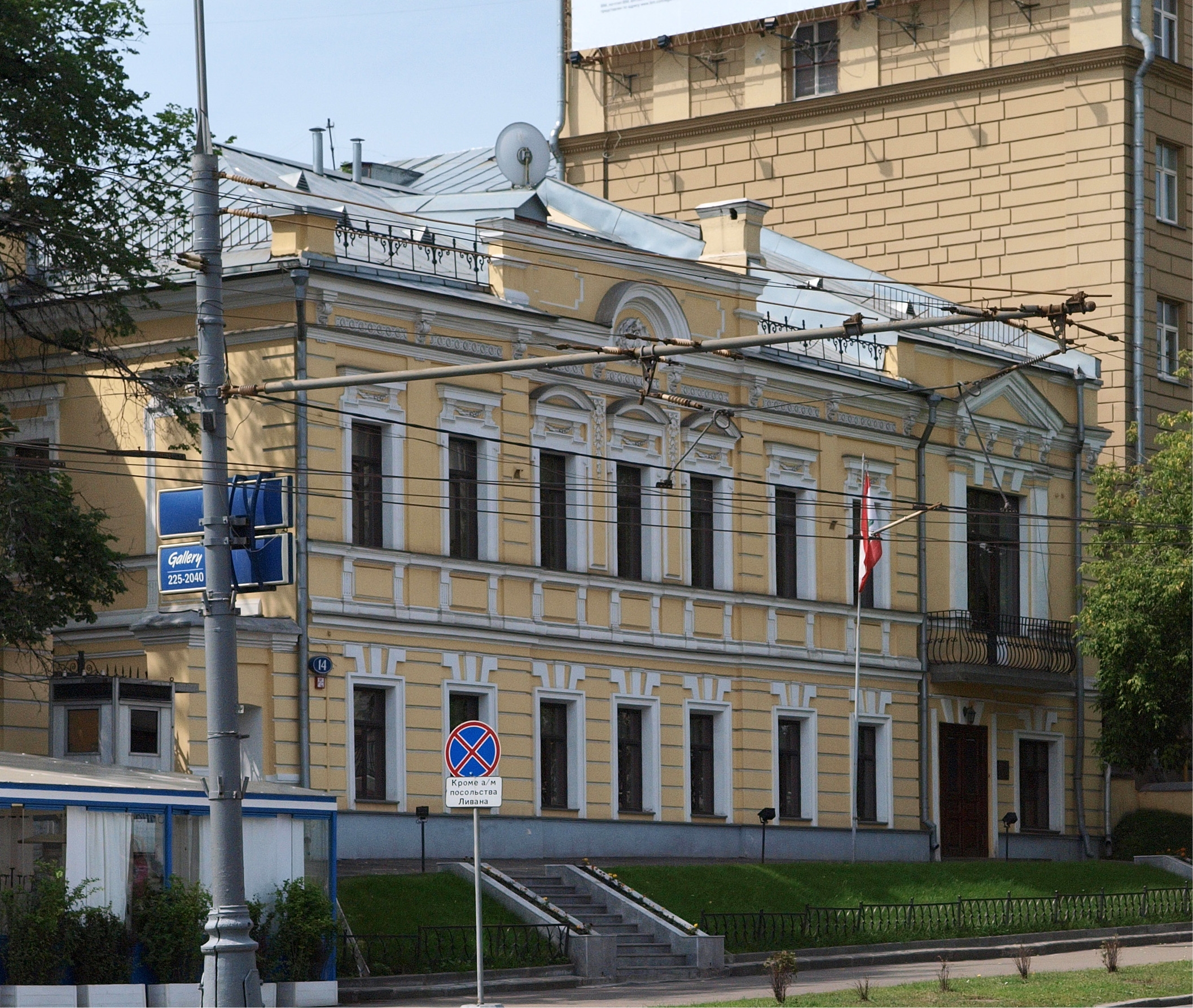
Ambassade à Moscou.
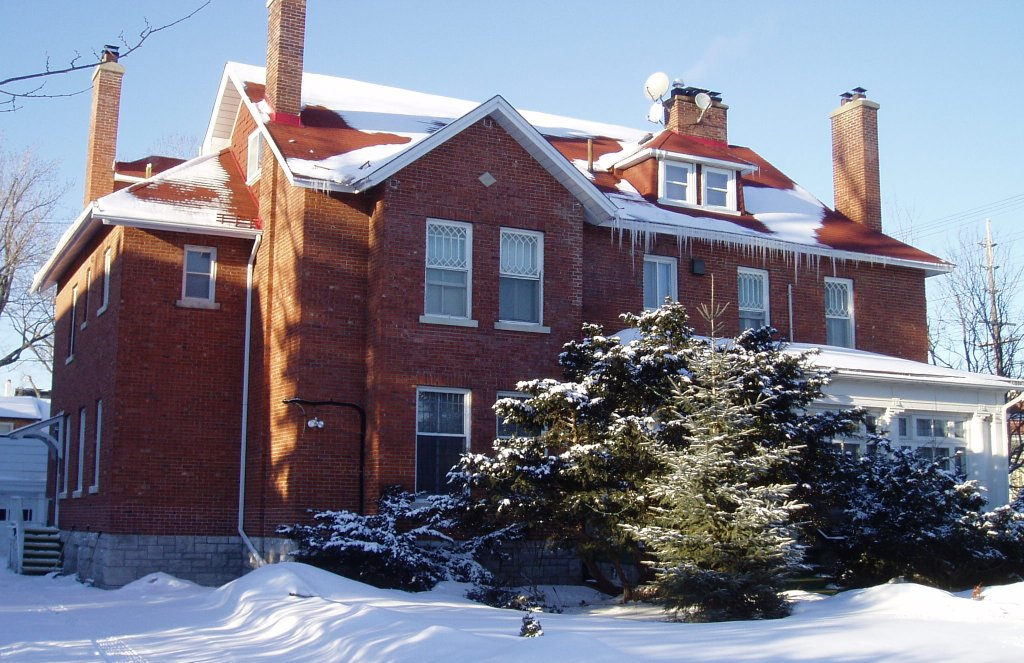
Ambassade à Ottawa.
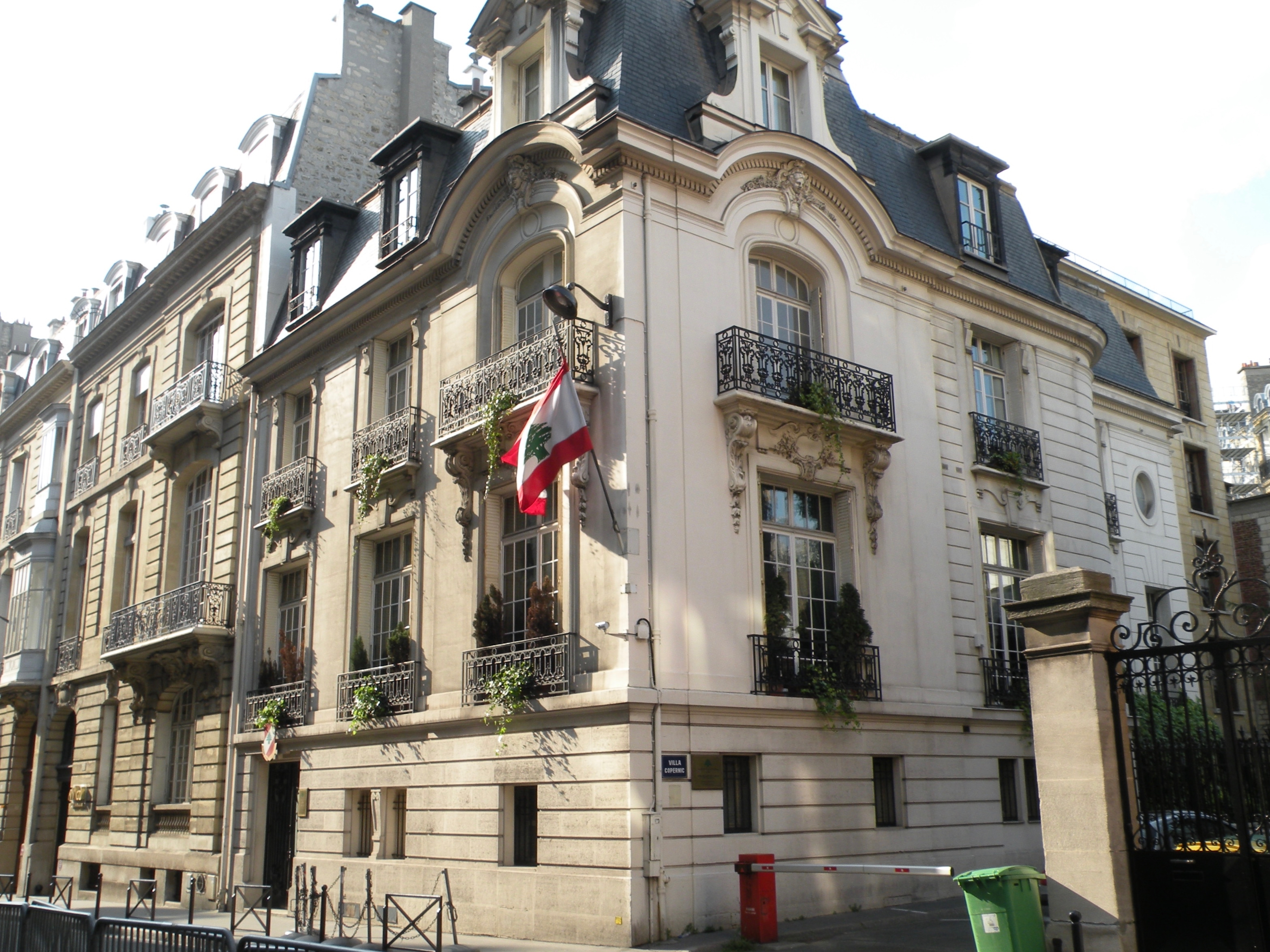
Ambassade à Paris.
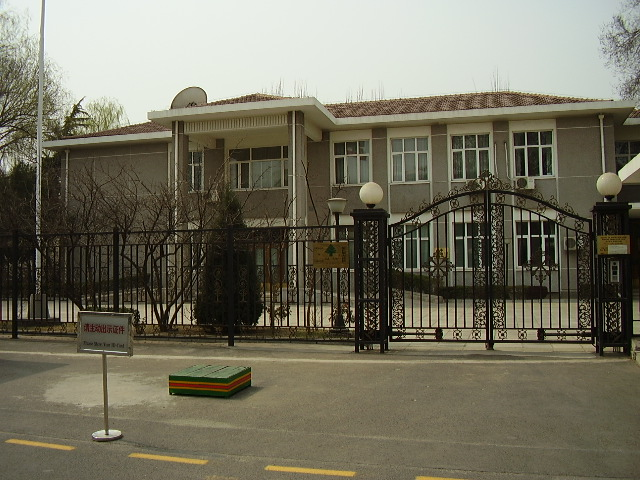
Ambassade à Pékin.
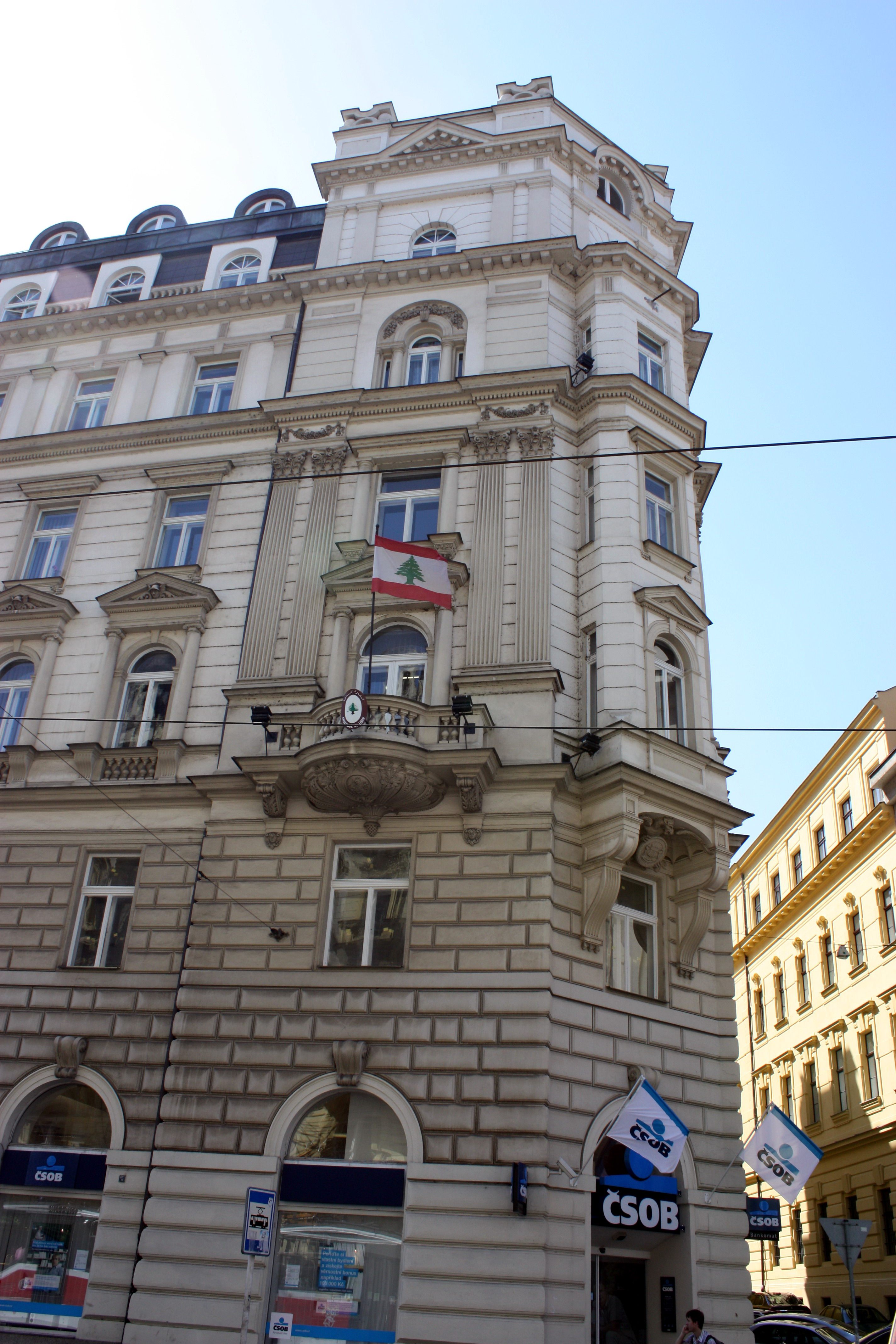
Ambassade à Prague.
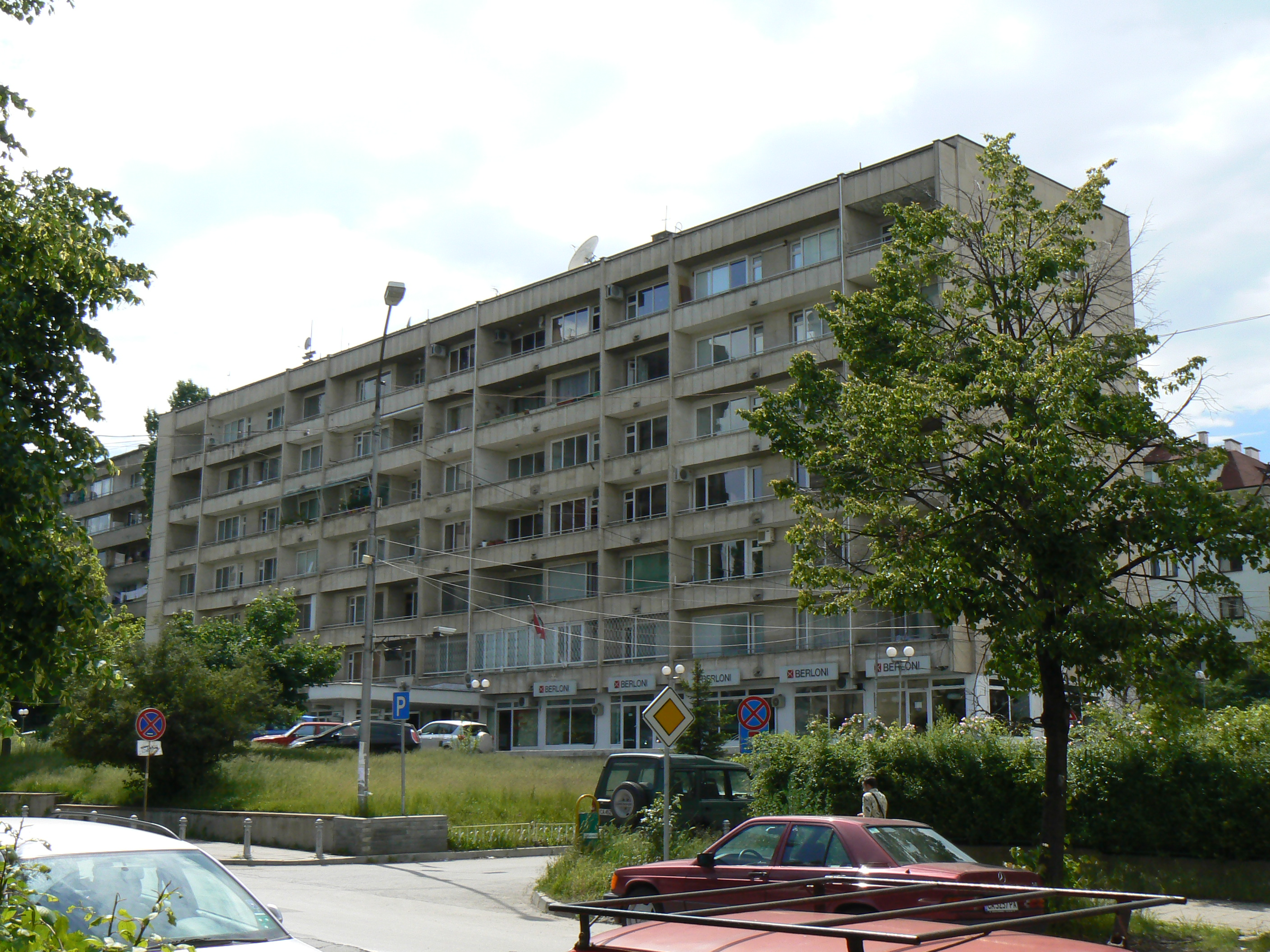
Ambassade à Sofia.
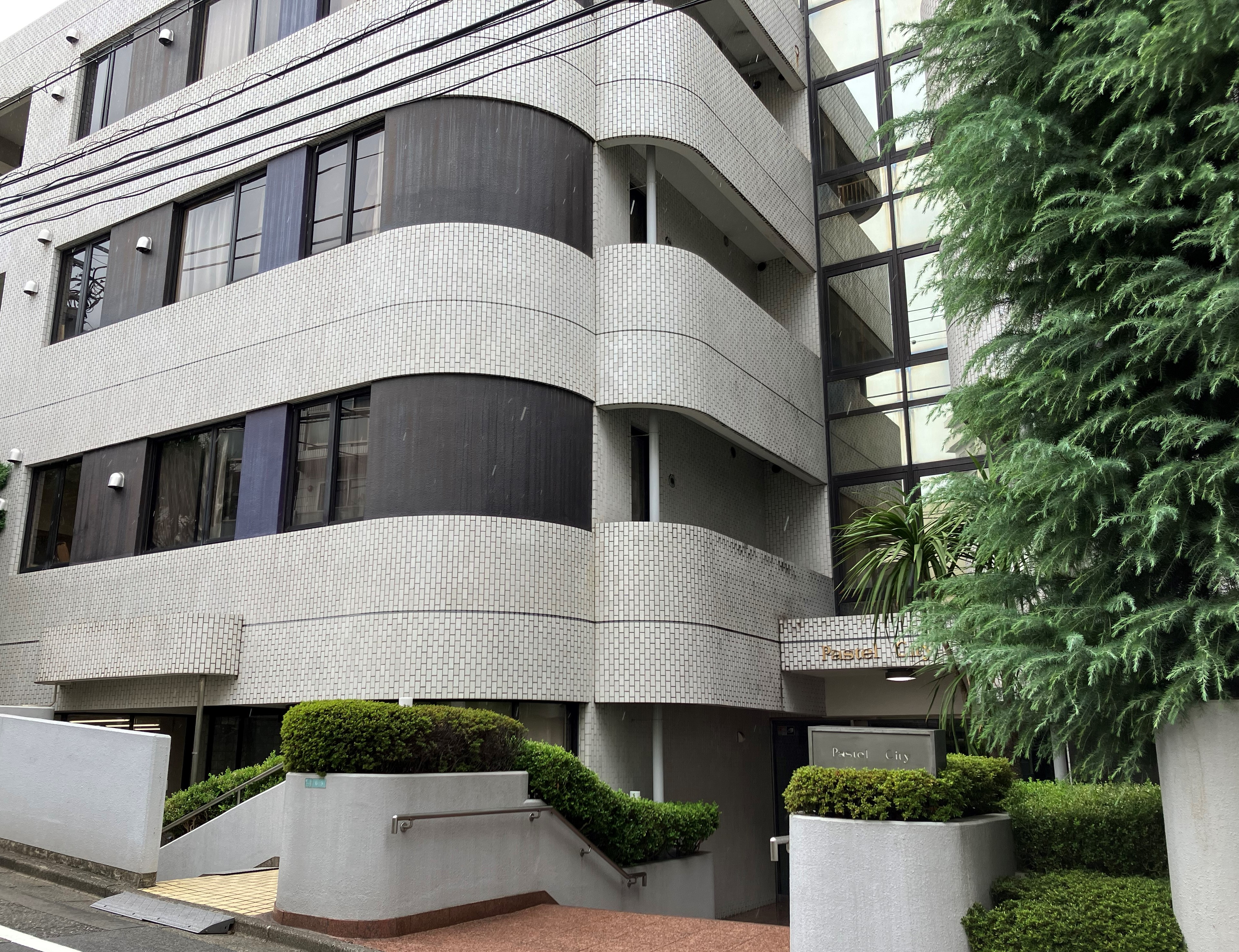
Ambassade à Tokyo.
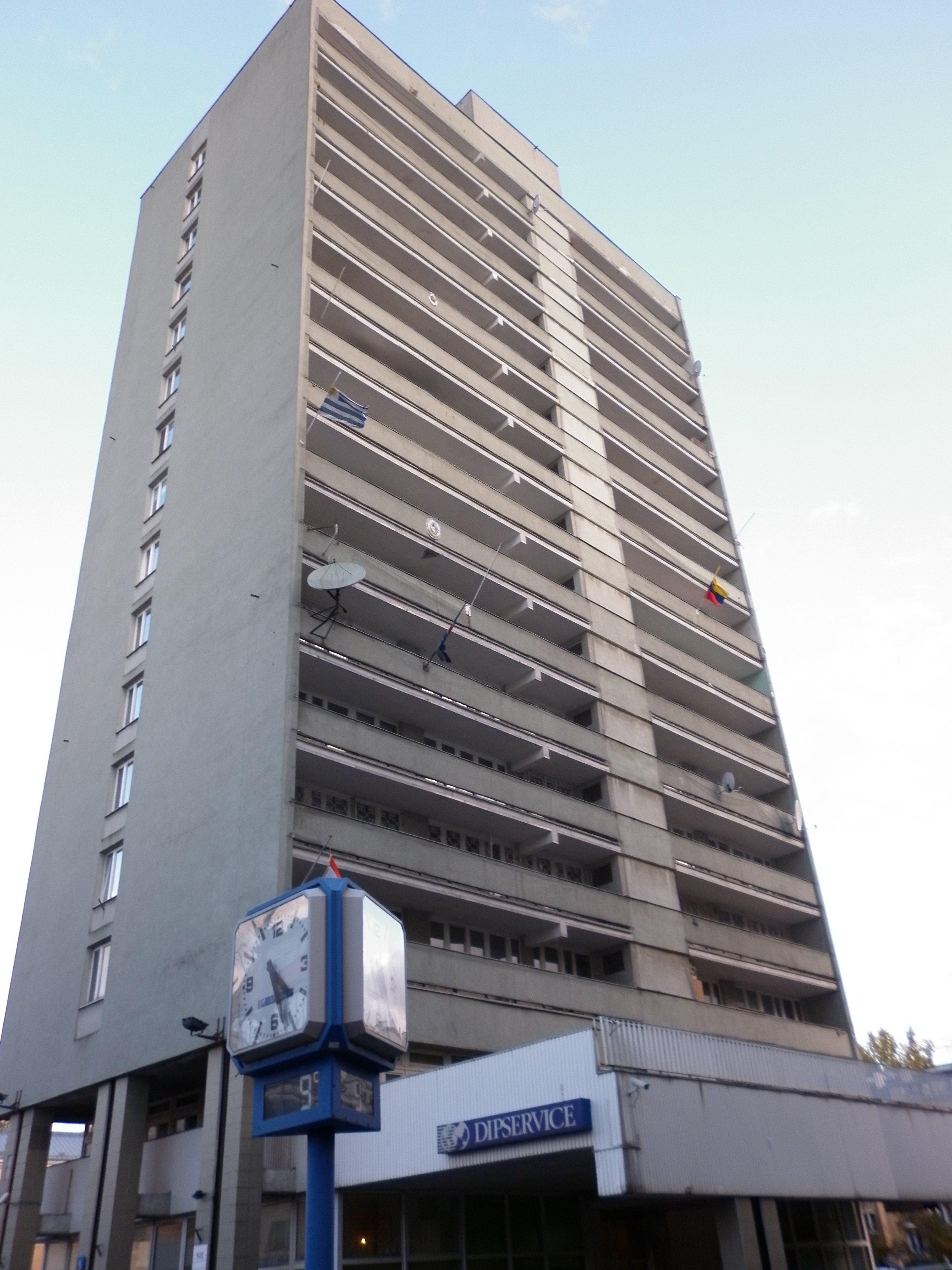
Ambassade à Varsovie.
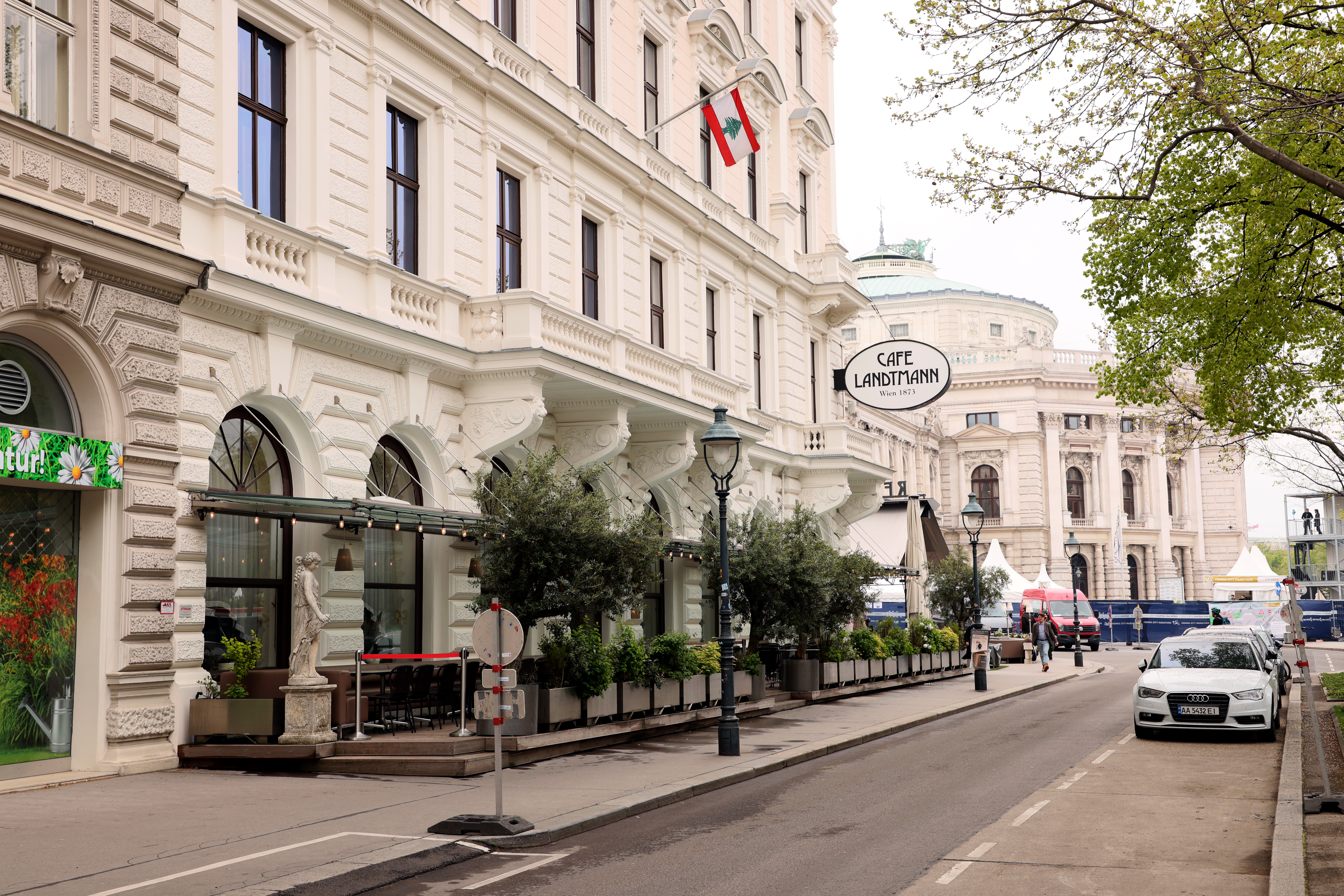
Ambassade à Vienne.
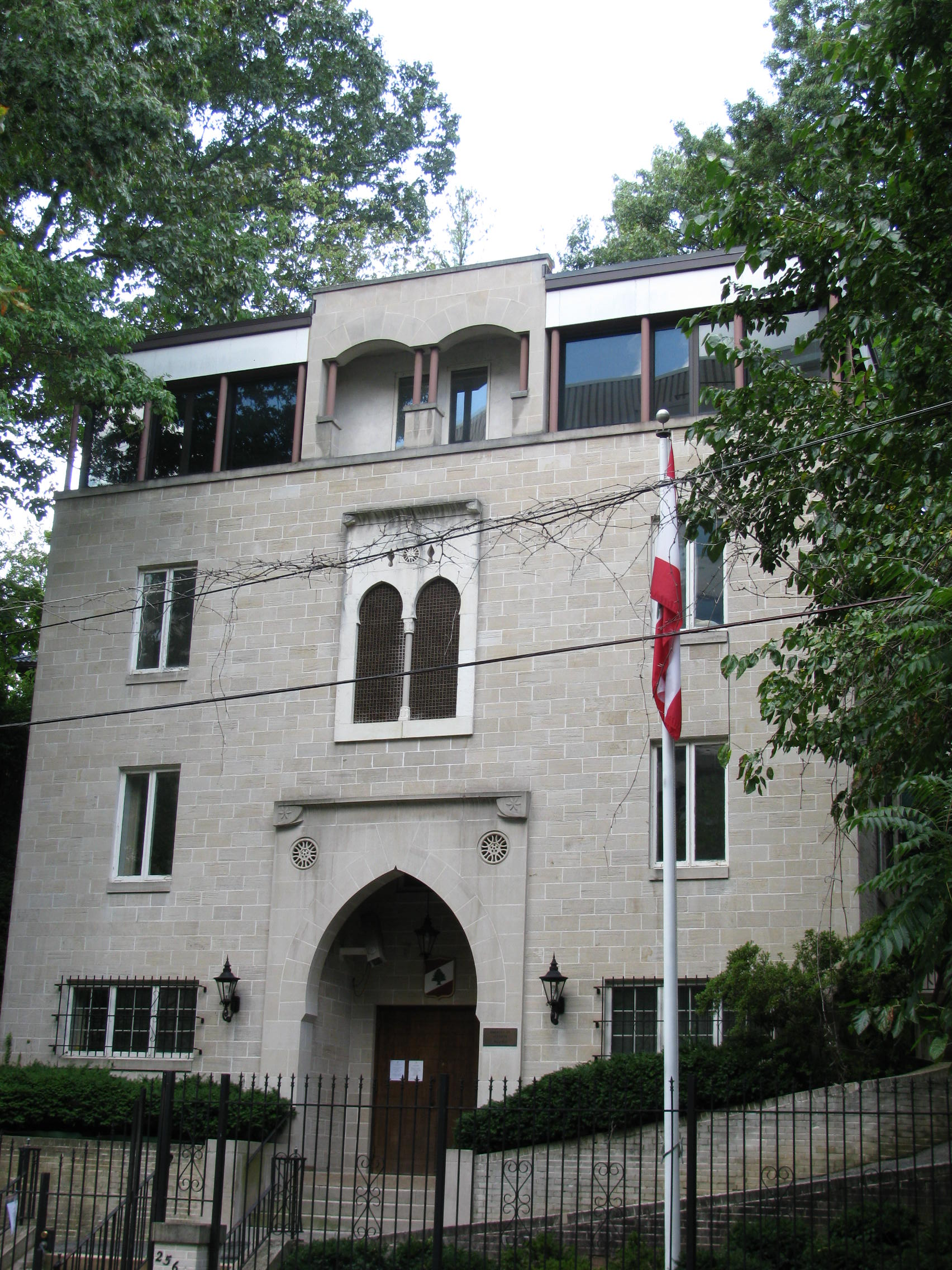
Ambassade à Washington.
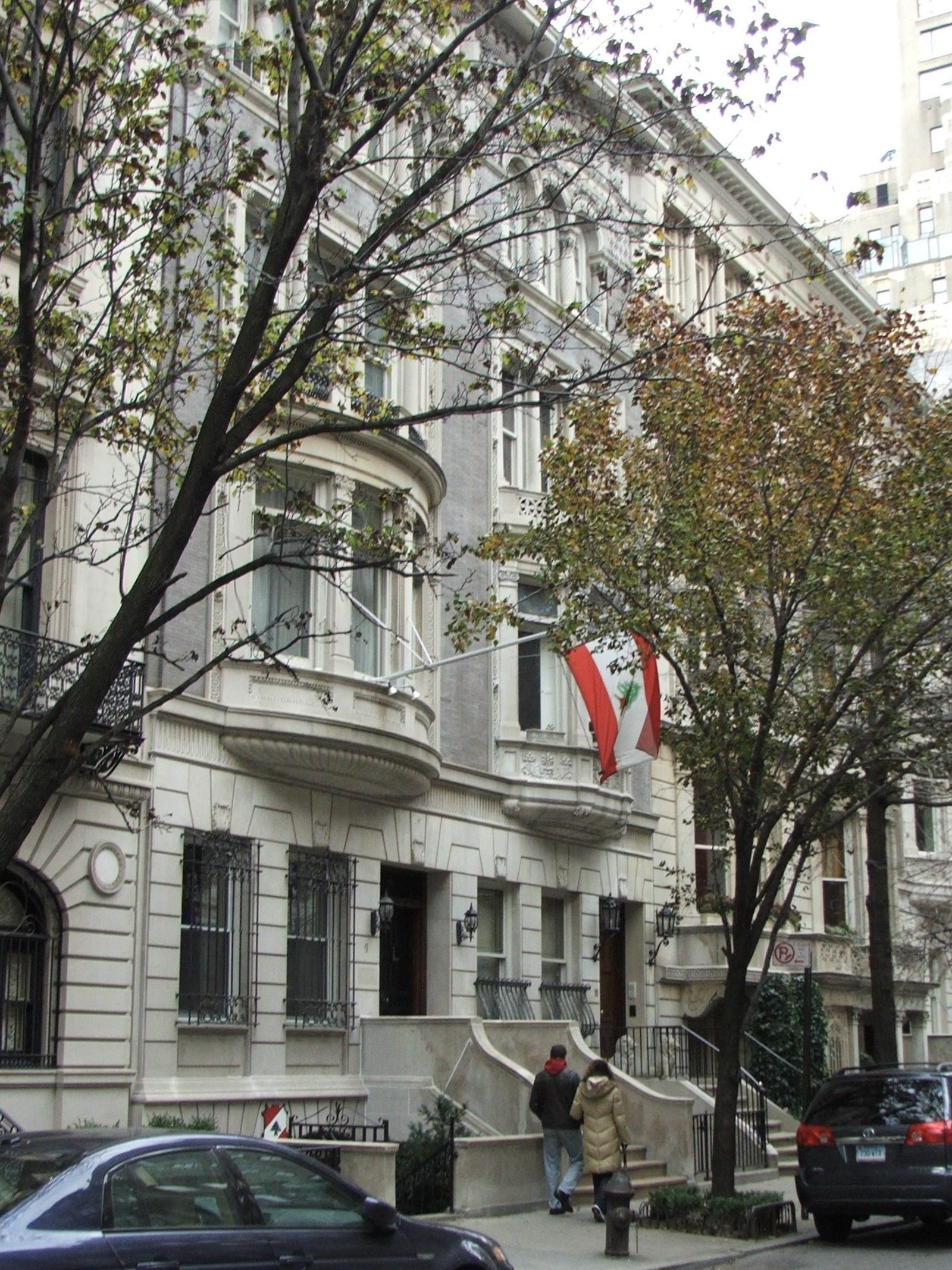
Consulat général à New York.